# Longchamp (Uccle)
 (février 2024).
Si vous disposez d'ouvrages ou d'articles de référence ou si vous connaissez des sites web de qualité traitant du thème abordé ici, merci de compléter l'article en donnant les références utiles à sa vérifiabilité et en les liant à la section « Notes et références ».
Pour les articles homonymes, voir Longchamp.
Longchamp (en néerlandais : Langeveld) est un quartier de la commune belge d'Uccle, dans la Région de Bruxelles-Capitale. C'est un quartier résidentiel dans le nord-est de la commune.

## Histoire

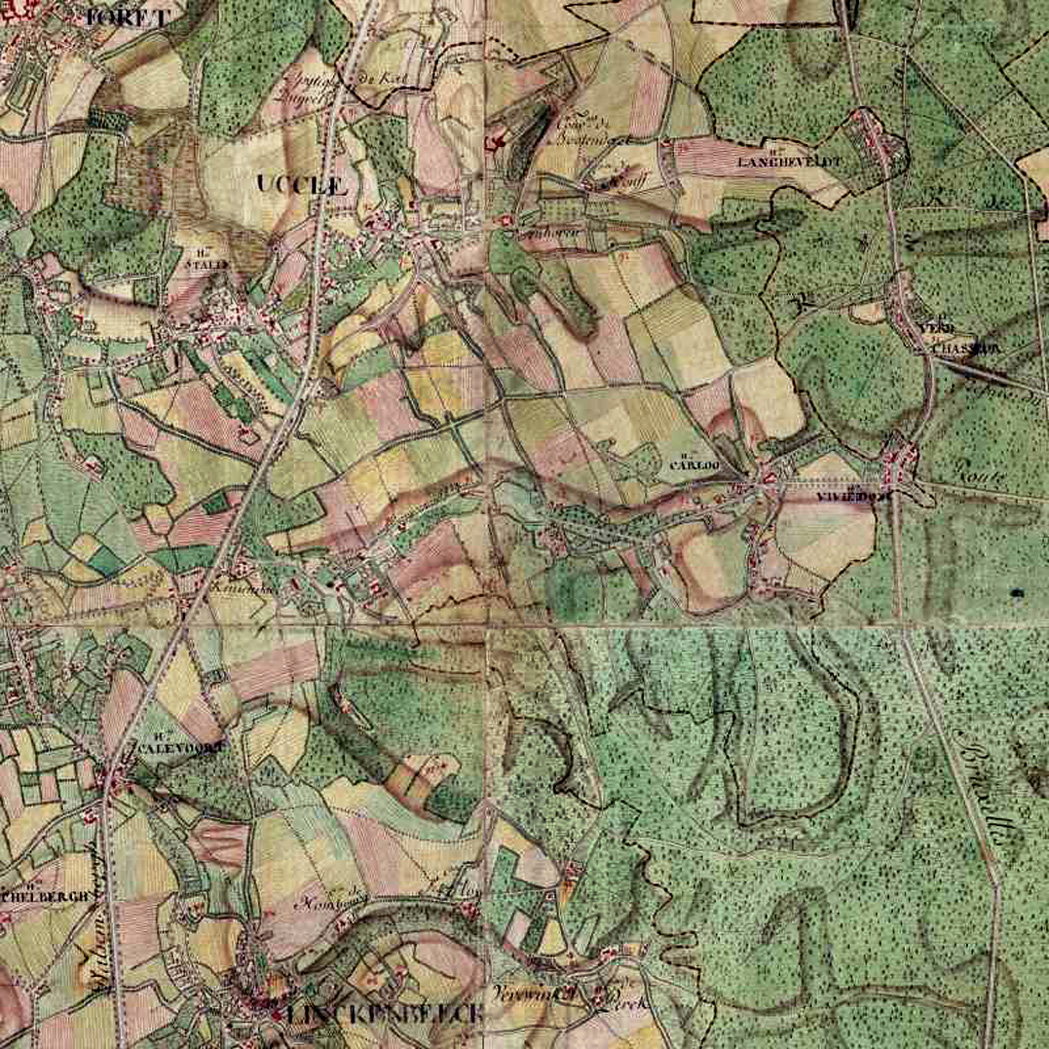
Uccle sur la carte de Ferraris dans le nord-est Langeveld

L'endroit était situé au bord de la forêt de Soignes et appelé à cause d'une auberge où se trouvait un grand et long espace ouvert dans la forêt. L'endroit était dans la seigneurie  de Carloo. Sur le carte de Ferraris dans les années 1770 , le lieu porte le nom Langheveldt le long de la route de Bruxelles vers Waterloo et La Hulpe.
À la fin du XIXe siècle sous l'influence du baron Georges Brugmann au nord de Longchamp une grande avenue a été construite, qui à l'origine, s'appelait avenue de Longchamp, d'où le nom du quartier et qui, plus tard, pris le nom d'avenue avenue Winston Churchill. La zone est urbanisée en un quartier résidentiel : le quartier Churchill.

## Le trafic et le transport
À l'est se trouve  la chaussée de Waterloo (N5).50° 48′ 25″ N, 4° 22′ 14″ E